# W89 (核弾頭)
W89は、アメリカ合衆国が開発していた核弾頭。AGM-131 SRAM IIミサイルやシーランスミサイル用に開発されていたが、冷戦の終結に伴い、開発中止となった。

## 概要
1980年代よりローレンス・リバモア国立研究所で開発が行われていた。1988年までにW89の名称が与えられている。
サイズは直径33.8cm、長さ103.6cm、重量147kg。核出力は200kt。W89の特徴は、安全性が高いことにある。低感度爆薬の使用や耐火性向上、起爆装置の安全性向上が図られており、これらの考えは後に高信頼性代替核弾頭へと発展することとなった。
1991年のAGM-131 SRAM IIミサイルの開発中止後、SRAMミサイルにW69 核弾頭の代替としてW89を搭載する構想もあったが、これも取り消され、結局1991年中に開発中止となった。